# سرو تئوتپک
سرو تئوتپک (به اسپانیایی: Cerro Teotepec) یک کوه در مکزیک است. سرو تئوتپک ۳٬۵۴۰ متر بالاتر از سطح دریا واقع شده‌است.